# Tobias Mikkelsen
Tobias Pilegaard Mikkelsen (Helsingør, 18 settembre 1986) è un ex calciatore danese, di ruolo centrocampista.

## Statistiche

### Presenze e reti nei club
Statistiche aggiornate al 19 maggio 2016.
| Stagione            | Squadra             | Campionato          | Campionato | Campionato | Coppe nazionali | Coppe nazionali | Coppe nazionali | Coppe continentali | Coppe continentali | Coppe continentali | Altre coppe | Altre coppe | Altre coppe | Totale | Totale |
| Stagione            | Squadra             | Comp                | Pres       | Reti       | Comp            | Pres            | Reti            | Comp               | Pres               | Reti               | Comp        | Pres        | Reti        | Pres   | Reti   |
| ------------------- | ------------------- | ------------------- | ---------- | ---------- | --------------- | --------------- | --------------- | ------------------ | ------------------ | ------------------ | ----------- | ----------- | ----------- | ------ | ------ |
| 2007-2008           | Brøndby             | SL                  | 19         | 2          | -               | -               | -               | -                  | -                  | -                  | -           | -           | -           | 19     | 2      |
| 2008-2009           | Brøndby             | SL                  | 5          | 0          | CD              | 3               | 0               | CU                 | 1+4                | 0+0                | -           | -           | -           | 13     | 0      |
| ago. 2009           | Brøndby             | SL                  | -          | -          | -               | -               | -               | -                  | -                  | -                  | -           | -           | -           | -      | -      |
| Totale Brøndby      | Totale Brøndby      | Totale Brøndby      | 24         | 2          |                 | 3               | 0               |                    | 5                  | 0                  |             |             |             | 32     | 2      |
| ago.2009-mag. 2010  | Nordsjælland        | SL                  | 16         | 2          | CD              | 7               | 1               | -                  | -                  | -                  | -           | -           | -           | 23     | 3      |
| 2010-2011           | Nordsjælland        | SL                  | 28         | 4          | CD              | 3               | 0               | UEL                | 2                  | 0                  | -           | -           | -           | 33     | 4      |
| 2011-2012           | Nordsjælland        | SL                  | 31         | 7          | CD              | 2               | 0               | UEL                | 2                  | 0                  | -           | -           | -           | 35     | 7      |
| lug. 2012           | Nordsjælland        | SL                  | 2          | 0          | -               | -               | -               | -                  | -                  | -                  | -           | -           | -           | 2      | 0      |
| lug. 2012-gen. 2013 | Greuther Fürth      | BL                  | 6          | 0          | CG              | 1               | 0               | -                  | -                  | -                  | -           | -           | -           | 7      | 0      |
| gen.-nov. 2013      | Rosenborg           | ES                  | 27         | 3          | CN              | 6               | 2               | UEL                | 4                  | 1                  | -           | -           | -           | 37     | 6      |
| 2014                | Rosenborg           | ES                  | 26         | 3          | CN              | 3               | 1               | UEL                | 4                  | 0                  | -           | -           | -           | 33     | 4      |
| 2015                | Rosenborg           | ES                  | 27         | 8          | CN              | 2               | 0               | UEL                | 7+6                | 3+1                | -           | -           | -           | 42     | 12     |
| Totale Rosenborg    | Totale Rosenborg    | Totale Rosenborg    | 80         | 14         |                 | 11              | 3               |                    | 21                 | 5                  |             |             |             | 112    | 22     |
| gen. 2016-          | Nordsjælland        | SL                  | 7          | 1          | -               | -               | -               | -                  | -                  | -                  | -           | -           | -           | 7      | 1      |
| Totale Nordsjælland | Totale Nordsjælland | Totale Nordsjælland | 84         | 14         |                 | 12              | 1               |                    | 4                  | 0                  |             |             |             | 100    | 15     |
| Totale carriera     | Totale carriera     | Totale carriera     | 194        | 30         |                 | 27              | 4               |                    | 30                 | 5                  |             |             |             | 251    | 39     |

### Cronologia presenze e reti in nazionale
| Cronologia completa delle presenze e delle reti in nazionale ― Danimarca | Cronologia completa delle presenze e delle reti in nazionale ― Danimarca | Cronologia completa delle presenze e delle reti in nazionale ― Danimarca | Cronologia completa delle presenze e delle reti in nazionale ― Danimarca | Cronologia completa delle presenze e delle reti in nazionale ― Danimarca | Cronologia completa delle presenze e delle reti in nazionale ― Danimarca | Cronologia completa delle presenze e delle reti in nazionale ― Danimarca | Cronologia completa delle presenze e delle reti in nazionale ― Danimarca |
| Data                                                                     | Città                                                                    | In casa                                                                  | Risultato                                                                | Ospiti                                                                   | Competizione                                                             | Reti                                                                     | Note                                                                     |
| ------------------------------------------------------------------------ | ------------------------------------------------------------------------ | ------------------------------------------------------------------------ | ------------------------------------------------------------------------ | ------------------------------------------------------------------------ | ------------------------------------------------------------------------ | ------------------------------------------------------------------------ | ------------------------------------------------------------------------ |
| 15-11-2011                                                               | Esbjerg                                                                  | Danimarca                                                                | 2 – 1                                                                    | Finlandia                                                                | Amichevole                                                               | -                                                                        | 46’                                                                      |
| 29-2-2012                                                                | Copenaghen                                                               | Danimarca                                                                | 0 – 2                                                                    | Russia                                                                   | Amichevole                                                               | -                                                                        | 46’                                                                      |
| 2-6-2012                                                                 | Copenaghen                                                               | Danimarca                                                                | 2 – 0                                                                    | Australia                                                                | Amichevole                                                               | -                                                                        | 74’                                                                      |
| 9-6-2012                                                                 | Charkiv                                                                  | Paesi Bassi                                                              | 0 – 1                                                                    | Danimarca                                                                | Euro 2012 - 1º turno                                                     | -                                                                        | 84’                                                                      |
| 13-6-2012                                                                | Leopoli                                                                  | Danimarca                                                                | 2 – 3                                                                    | Portogallo                                                               | Euro 2012 - 1º turno                                                     | -                                                                        | 60’                                                                      |
| 17-6-2012                                                                | Leopoli                                                                  | Danimarca                                                                | 1 – 2                                                                    | Germania                                                                 | Euro 2012 - 1º turno                                                     | -                                                                        | 82’                                                                      |
| 15-8-2012                                                                | Copenaghen                                                               | Danimarca                                                                | 1 – 3                                                                    | Slovacchia                                                               | Amichevole                                                               | 1                                                                        | 75’                                                                      |
| 8-9-2012                                                                 | Copenaghen                                                               | Danimarca                                                                | 0 – 0                                                                    | Rep. Ceca                                                                | Qual. Mondiali 2014                                                      | -                                                                        | 80’ 89’                                                                  |
| Totale                                                                   |                                                                          | Presenze                                                                 | 8                                                                        |                                                                          | Reti                                                                     | 1                                                                        |                                                                          |

## Palmarès

### Club

#### Competizioni nazionali
- 1. Division: 1

Lyngby: 2006-2007
- Coppe di Danimarca: 3

Brøndby: 2007-2008
Nordsjælland: 2009-2010, 2010-2011
- Campionato danese: 1

Nordsjælland: 2011-2012
- Campionato norvegese: 1

Rosenborg: 2015
- Coppa di Norvegia: 1

Rosenborg: 2015